# Пригородне (Талдикорганська міська адміністрація)
При́городне (каз. Пригородное) — село у складі Талдикорганської міської адміністрації Жетисуської області Казахстану. Входить до складу Отенайського сільського округу.
У радянські часи село називалося Отділення № 3 совхоза Зоря Комунізма або Участок 2-й.
Населення — 293 особи (2021; 272 у 2009, 243 у 1999, 254 у 1989).